# Pouteria virescens
Pouteria virescens är en tvåhjärtbladig växtart som beskrevs av Charles Baehni. Pouteria virescens ingår i släktet Pouteria och familjen Sapotaceae. IUCN kategoriserar arten globalt som livskraftig. Inga underarter finns listade i Catalogue of Life.